# Csénye
Csénye is een plaats (község) en gemeente in het Hongaarse comitaat Vas. Csénye telt 636 inwoners (2001).